# Tipiya
Tipiya era una regió (Tipiyawa) i una ciutat de la Terra Alta Hitita on es van establir els kashka al segle xiv aC. Les principals ciutats regionals eren Tipiya i Kathaidwa.
En el regnat de Subiluliuma I, el rei va sotmetre els kashkes i van ser obligats per tractat a aportar contingents militars al gran rei hitita. Però a la mort del rei, i després d'uns mesos de govern d'Arnuwandas II, els kashka ja no van enviar els contingents pactats al nou rei Mursilis II.
Mursilis II va anar a la zona durant el segon any del seu regnat, i va destruir la ciutat de Kathaidwa on va fer molts presoners, amb els que va retornar a la capital Hattusa. Més tard, durant el setè any del regnat de Mursilis, Pihhuniya va unificar les tribus kashka i es va convertir en rei. Va fixar la seva capital a Tipiya i va hostilitzar els hitites envaint els seus territoris. Mursilis va atacar el territori dels kashka, va ocupar la ciutat i la va incendiar i destruir. Va fer presoner a Pihhuniya i se'l va emportar amb ell a Hattusa.